# Klixon
Un klixon est un dispositif de sécurité se déclenchant à une certaine température. On le trouve notamment dans les chaudières. C’est un contact sec, comme un interrupteur, c’est-à-dire qu’il n’y a aucune différence de potentiel entre ses deux bornes, lorsqu'il est « Normalement Fermé », en usage normal (non déclenché) — au contraire d’une résistance, par exemple. Lorsque la température de matériel sur lequel il est au contact dépasse sa température de déclenchement, celui-ci déclenche et passe dans l'état « ouvert ».
On le trouve également placé sur les compresseurs de réfrigérateur ou de congélateur, il permet de limiter la surchauffe de ce compresseur en coupant l'alimentation en cas de hausse anormale de température.
Klixon était une marque américaine autrefois associée à Texas Instruments et maintenant à Sensata.
Il est également utilisé dans les fours, comme composant de sécurité, en cas de surchauffe. Il peut fonctionner selon le four, en mode ouvert ou fermé ; si le four chauffe trop, il s'ouvre et coupe l'alimentation.
La température de fonctionnement dépend des usages avec une large plage de possibilité, de 0°C (exemple fin de dégivrage), à plus de 250 °C (exemple sécurité surchauffe four)
Ils peuvent être auto-réarmables et se comporter comme un simple thermostat, ou réarmables manuellement (exemple sécurité surchauffe sèche linge)